# Egidius Valenzyn
Egidius Valenzyn, auch Gillis Valenzyn (* 16. Jahrhundert; † 23. Januar 1600 in Aachen), war ein deutscher Schöffe und Bürgermeister der Reichsstadt Aachen.

## Leben und Wirken
Egidius Valenzyn war der Sohn von Mattheis Valenzyn aus dessen zweiter Ehe mit Katharina Fibis und wurde erstmals am 29. Juli 1577 urkundlich in seiner Eigenschaft als Sekretär des Aachener Marienstiftes nachgewiesen. Er galt in der Hochphase der Aachener Religionsunruhen als einer der treuesten Vertreter der katholischen Partei und zählte 1581 zu denjenigen Katholiken, die, nachdem sich die Protestanten im Stadtrat die Macht erkämpft hatten und deren Anhänger lärmend und plündernd durch die Stadt gezogen waren, ins Jülicher Exil geflohen waren. Dennoch hielt Valenzyn seine Kontakte zur Stadt weiterhin aufrecht und sollte eigentlich im Jahr 1590 als weltlicher Sendschöffe in das Sendgericht gewählt werden, doch wurde er erneut mit den übrigen katholischen Kandidaten aus der Stadt verwiesen.
Im Jahr 1597 kam es dann zu einer denkwürdigen „Doppelwahl“ für das Bürgermeisteramt, bei der sowohl drei evangelische Ratsmitglieder von dem evangelischen Anteil, als auch erneut mit Egidius Valenzyn und Wilhelm von Wylre zwei Kandidaten von dem katholischen Anteil der Bevölkerung in Abwesenheit zum Bürgermeister gewählt wurden, die jedoch ihr Amt aus dem Exil heraus nicht antreten konnten. Erst als im Jahr 1598 die bereits 1593 von Kaiser Rudolf II. verhängte Reichsacht gegen die reformierten Kräfte endgültig durch kaiserliche Truppen vollzogen worden war, konnten die katholischen Exilanten nach Aachen zurückkehren. Nach seiner Rückkehr wurde Valenzyn noch im gleichen Jahr in den Schöffenstuhl und schließlich 1599 zum Schöffenbürgermeister der Stadt Aachen gewählt. Er konnte seine Wahlperiode jedoch nicht zu Ende bringen, da er am 23. Januar 1600 unerwartet verstarb. Kurz zuvor war er noch mit der Aachener Heppionsmühle, einer alten Kupfermühle in der Heppionsgasse, der heutigen Elisabethstraße, belehnt worden.
Seiner namentlich nicht bekannten Witwe wurde im Jahr 1602 eine Abfindung in Höhe von 1800 Reichstalern für wirtschaftliche und persönliche Schäden zugesprochen, die ihr Mann während der Religionsunruhen erlitten hatte.